# Cuginetta... amore mio!
Cuginetta... amore mio! è un film del 1976 diretto da Bruno Mattei.
La pellicola rientra nel genere della commedia sexy all'italiana.

## Trama
Leonida è un povero padre di famiglia, con moglie e figlia a carico, che aspetta che un suo ricco zio, il conte Aristide Fava Del Dongo, muoia per poter ereditare.
Alla morte di quest'ultimo, però, Leonida scopre dell'esistenza di un figlio illegittimo, Marco Marcovaldi, che erediterebbe ogni cosa al posto suo; per evitare questo, preleva il ragazzo dal collegio e cerca di combinare un matrimonio tra lui e sua figlia Nicoletta.
Quando finalmente le cose sembrano mettersi bene, Leonida viene a scoprire che c'è stato uno scambio di persona ma ormai è tardi: il matrimonio è stato celebrato e Leonida per non perdere tutto è costretto a sopportare le angherie del vero figlio del conte, come aveva fatto con il conte medesimo prima di lui.